# ترافيس شيلتون
ترافيس شيلتون (بالإنجليزية: Travis Shelton)‏ هو لاعب كرة قدم أمريكية أمريكي، ولد في 23 أبريل 1985 في فورت لودرديل في الولايات المتحدة.